# قرارداد استصناع
قرارداد استصناع، قراردادی است که در آن ساخت کالایی به وسیله سفارش دهنده به سازنده کالا با بیان اوصاف و مشخصات آن سفارش داده می‌شود تا در مدتی معین سازنده با تهیه مود اولیه، کالای مورد نظر را برای سفارش دهنده ساخته و به وی تحویل دهد.
در قرارداد استصناع بر خلاف قرارداد سلف مبلغ قرارداد تا سررسید و تحویل کالا به صورت قسطی پرداخت می‌شود.

## منبع
- مقاله قرارداد استصناع